# Marek Sokołowski (golfista)
Marek Sokołowski (ur. 16 czerwca 1952 w Durham, Wielka Brytania) – brytyjsko/polski golfista na zawodowstwo przeszedł w 1989 roku. Reprezentant Polski w latach 1994 – 2000. Współzałożyciel PGA Polska. Organizator pierwszego „Polish Open”.

## Pole golfowe
Kalinowe Pola GC

## Sprzęt

### Kije
Srixon Z 7

### Piłki
Srixon

## Osiągnięcia sportowe
- Zwycięzca rocznego rankingu zawodowego “PGA Polska Order of Merit” (1995, 1996)
- Reprezentant Polski w Hiszpanii w PGA’s of Europe Drużynowych Mistrzostwach Europy (1994, 1995, 1996, 1997, 1998, 1999, 2000)
- Reprezentant Polski w Drużynowych Mistrzostwach Świata na Jamaice (1996, 1997, 1998, 1999, 2000)

## Osiągnięcia poza sportowe
- Współzałożyciel PGA Polska
- Organizator pierwszego „Polish Open”
- Organizator pierwszych zawodów „BRE Bank Drużynowe Mistrzostwa Polski”
- Organizator zawodów Polonia Cup pole golfowe Amber Baltic